# Blijedi jahač
Blijedi jahač (eng. Pale Rider) je vestern Clinta Eastwooda iz 1985. radnjom sličan klasičnom vesternu Shane, uključujući posljednju scenu koja je vrlo slična onoj iz ranijeg filma. Postoje sličnosti i s Eastwoodovim ranijim likovima kao što su Čovjek bez imena i onaj iz vesterna Nepoznati zaštitnik (1973.). Naslov je referenca na Četiri jahača Apokalipse, od kojih blijedi jahač predstavlja Smrt.
Blijedi jahač je jedini Eastwoodov film s jasno izraženim religijskim prizvukom.

## Radnja
Priča govori o sukobu između skupine siromašnih rudara i najmoćnijeg čovjeka u obližnjem gradu. Lutalica (Clint Eastwood) dojaše u naselje i počne braniti rudare od bande grubijana. Isprva iznenadi rudare vještim rukovanjem maljem, a kasnije pojavljivanjem u redovničkoj halji. Na početku priče propovjednik se ponaša dosta uljudno, ali kasnije počinje provoditi sve više vremena s budućom suprugom jednog od rudara, te na kraju pokazuje svoju pravu vještinu kao revolveraš eliminiravši skupinu plaćenika.

## Glumci
- Clint Eastwood -  Propovjednik
- Michael Moriarty -  Hull Barret
- Carrie Snodgress -  Sarah Wheeler
- Chris Penn -  Josh LaHood (kao Christopher Penn)
- Richard Dysart - Coy LaHood
- Sydney Penny - Megan Wheeler
- Richard Kiel - Club
- Doug McGrath - Spider Conway
- John Russell - Stockburn
- Charles Hallahan - McGill
- Marvin J. McIntyre - Jagou
- Fran Ryan - Ma Blankenship
- Richard Hamilton -  Jed Blankenship
- Graham Paul -  Ev Gossage
- Chuck Lafont -  Eddie Conway

## Religijski prizvuci
Clint Eastwood je u audio intervjuu na svojoj internetskoj stranici otkrio da je njegov lik u filmu "čisti duh". Ideja da je Propovjednik natprirodan sugerira se rano u filmu kad je prikazan sa šest rana od metaka na leđima - rana koje smrtnik ne bi mogao preživjeti. Osim toga, junak stiže jašući blijedog konja u istom trenutku kad djevojka - koja je ranije molila Boga za pomoć - iz Biblije čita u Otkrivenju o četiri konjanika Apokalipse, od kojih Smrt jaše na blijedom konju.
Nadalje, kad LaHood opisuje Propovjednika šerifu Stockburnu, šerif kaže da ga čovjek podsjeća na nekoga, samo što je čovjek na kojeg on misli mrtav. Čini se da Stockburn stvarno prepoznaje Propovjednika na vrhuncu filma, trenutak prije svoje smrti.

## Zanimljivosti
- Jedan od glazbenih brojeva na soundtracku je "Best Endeavours" Alana Hawkshawa. Skladba je poznatija u Velikoj Britaniji kao tema vijesti na Channel 4.
- Film je gotovo u potpunosti posveta Shaneu. Stranac (Shane/Propovjednik) stiže u grad gdje ga prima lokalni stanovnik (Joe Starrett/Hull Barret), njegova supruga (Marian/Sarah) i njihovo dijete (Bob/Megan). Stranac i domaćin se udružuju na "nemogućem zadatku" (potkopavanje korijena/razbijanju gromade). Ali zemlja lokalnog stanovništva i njegova prijatelja je u opasnosti od pohlepnog biznismena (Fletcher/LaHood). Stranac se isprva brani od biznismenova krvnika (Chris/Club). Domaćinovo dijete počinje gledati stranca s divljenjem, ali ga ovaj isprva odbija. Stranac je primoran ponovno proživjeti svoju prošlost nakon što biznismen pozove ubojicu (Stark Wilson/Stockburn), a jedan od domaćinovih prijatelja biva ubijen. Stranac ubija ubojicu u konačnom dvoboju gdje bivaju ubijeni i ubojica i biznismen. On zatim odlazi, a dijete trči za njim i u plaču izvikuje "Volim te".
- Hidraulično rudarstvo koje je uvijek bilo kontroverzno otada je zabranjeno u Sierra Nevadi.

## Vanjske poveznice
- Blijedi jahač u internetskoj bazi filmova IMDb-a